# Nieuw-Zeelands rugby sevensteam (vrouwen)
Het Nieuw-Zeelands rugby sevensteam is een team van rugbyers dat Nieuw-Zeeland vertegenwoordigt in internationale wedstrijden.
Ze spelen geheel in het zwart.
In 2020 werd Nieuw-Zeeland olympisch kampioen.

## Wereldkampioenschappen
Nieuw-Zeeland heeft aan elk wereldkampioenschap deelgenomen. In 2013 en 2018 werd de wereldtitel behaald.
- WK 2009:
- WK 2013:
- WK 2018:
- WK 2022:

## Olympische Zomerspelen
Nieuw-Zeeland won zilver op het Olympische debuut van Rugby Seven.
- OS 2016:
- OS 2020:
- OS 2024:

2016: Australië ·
2020: Nieuw-Zeeland .
2024: Nieuw-Zeeland